# پولیکارپوف آی-۱۷
پولیکارپوف آی-۱۷ یک هواگرد تک‌باله تک‌موتوره تک‌سرنشین از نوع جنگنده ساخت دفتر طراحی مرکزی اتحاد جماهیر شوروی در دهه ۱۹۳۰ میلادی بود. این هواگرد نخستین پروازش را در اول سپتامبر سال ۱۹۳۴ انجام داد. 

## طراحی و توسعه
آی-۱۷ یک هواگرد تک‌باله بال پایین خود اتکای سبک وزن بود. این هواگرد تحت عنوان طراحی TsKB-15 با موتور Hispano-Suiza 12 با توان ۷۶۰ اسب بخار به عنوان نخستین پیش‌نمونه اولین پرواز خود را در اول سپتامبر سال ۱۹۳۴ انجام داد. پیش‌نمونه دوم با عنوان TsKB-19 دارای ارابه فرود جمع شونده به سمت داخل و یک موتور M-100 ساخت شوروی بود. این پیش‌نمونه در سال 1936 در نمایشگاهی در پاریس به نمایش گذاشته شد. در پیش‌نمونه سوم با نام TsKB-33 تسلیحات هواگرد کاهش یافت تا از وزن آن کاسته شود و از یک سیستم خنک کننده موتور اصلاح شده استفاده گردید. ادامه برنامه توسعه این هواگرد در سال 1936 متوقف شد. 
تعدادی از پروژه های تکمیل نشده مرتبط نیز در حال توسعه بود که شامل جنگنده انگل آی-17زد (I-17Z) تحت عنوان TsKB-25 با یک موتور M-34RNF و نمونه TsKB-43 با یک موتور Hispano-Suiza که هیچ کدام هیچگاه ساخته نشدند. 

## انواع
TsKB-15
اولین پیش‌نمونه آی-17 با موتور Hispano-Suiza 12 Ybrs .
TsKB-19
دومین پیش‌نمونه با موتور M-100
TsKB-25
پروژه ناتمام آی-17زد (I-17Z) به عنوان یک جنگنده انگل با موتور Mikulin AM-34RNF
TsKB-33
سومین پیش‌نمونه با کاهش تسلیحات.
TsKB-43
پروژه ساخته نشده با موتور Hispano-Suiza

## مشخصات فنی (TsKB-19)
General characteristics
- خدمه: 1 نفر (خلبان)
- طول: 7.30 m (23 ft 11 in)
- پهنای بال: 10.19 m (33 ft 5 in)
- ارتفاع: 2.56 m (8 ft 5 in)
- Gross weight: 1,930 kg (4,250 lb)
- Powerplant: 1 × Klimov M-100 موتور, 632 kW (860 hp)

Performance
- سرعت بیشینه: 490 km/h (305 mph)
- برد: 800 km (497 miles)
- سقف پروازی: 11,000 m (36,090 ft)

Armament
- یک توپ‌خودکار ShVAK با کالیبر 20 م‌م
- چهار مسلسل ShKAS با کالیبر 7.62
- 2 بمب صد کیلوگرمی زیر بال ها